# Cresco
Cresco è una città degli Stati Uniti d'America situata nel nord-est dello Stato dello Iowa. È il capoluogo della Contea di Howard.

## Geografia fisica
L'U.S. Census Bureau certifica che Cresco occupa un'area totale di 8,68 km², di cui 8,68 km² di terra, e 0 km² di acqua.

## Società

### Evoluzione demografica
Al censimento del 2010, risultarono 3 868 abitanti, 1660 nuclei familiari e 962 famiglie residenti in città. Ci sono 1821 alloggi con una densità di 209.9 /km². La composizione etnica della città è 97.3% bianchi, 0.4% afroamericani, 0.1% nativi americani, 0.4% asiatici, 0.7% di altre razze e 1.1% ispanici e latino-americani.
Dei 1652 nuclei familiari il 30.5% ha figli di età inferiore ai 18 anni che vivono in casa, 49.0% sono coppie sposate che vivono assieme, 8.1% è composto da donne con marito assente, e il 39.2% sono non-famiglie. Il 35.0% di tutti i nuclei familiari è composto da singoli 19.5% da singoli con più 65 anni di età. La dimensione media di un nucleo familiare è di 2.27 mentre la dimensione media di una famiglia è di 2.95.
La suddivisione della popolazione per fasce d'età è la seguente: 25.6% sotto i 18 anni, 7.1% dai 18 ai 24, 26.1% dai 25 ai 44, 18.5% dai 45 ai 64, e il 22.8% oltre 65 anni. L'età media è di 42 anni. Per ogni 100 donne ci sono 88.6 maschi. Per ogni 100 donne sopra i 18 anni, ci sono 87.0 maschi.
Il reddito medio di un nucleo familiare è di $32,236 mentre per le famiglie è di $43,682. Gli uomini hanno un reddito medio di $30,088 contro $21,444 delle donne. Il reddito pro capite della città è di $18,190. Circa il 2.1% delle famiglie e il 6.8% della popolazione è sotto la soglia della povertà. Sul totale della popolazione il 5.2% dei minori di 18 anni e il 5.9% di chi ha più di 65 anni vive sotto la soglia della povertà.